# Barrskogslavmätare
Barrskogslavmätare, Deileptenia ribeata är en fjärilsart som beskrevs av Carl Alexander Clerck 1759. Barrskogslavmätare ingår i släktet Deileptenia och familjen mätare, Geometridae. Arten är reproducerande i Sverige. Inga underarter finns listade i Catalogue of Life.

## Bildgalleri

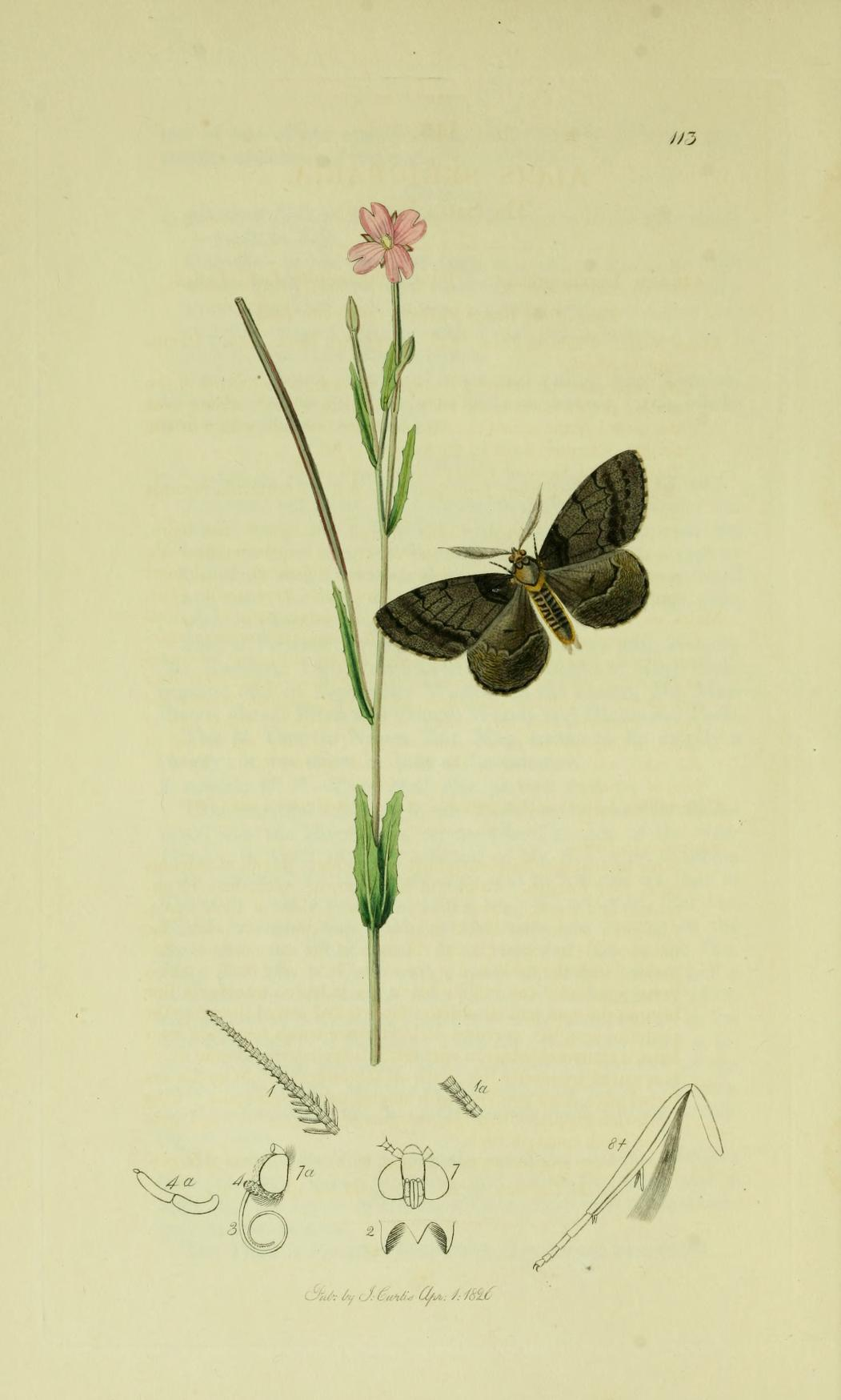